# M12 (артиљерија)
М12 (енгл. M12 Gun Motor Carriage) је америчка самоходна артиљерија развијана током Другог светског рата. Произведено је укупно 100 модела, од којих је 60 направљено 1942, а осталих 40 модела 1943. године. М12 је играђен на шасији тенка М3 Ли (неки извори говоре да су каснији модели били изграђени на шасији М4 Шермана. Мотор је постављен напред, како би назад постојао простор за топ и његову посаду, тако да су се пуниоци и нижанџије налазили на отвореном, док је место возача било потпуно оклопљено. Такозвана кашика (попут оне код багера, само много већа) се налазила позади. Приликом пуцања, она би се спуштала на земљу, чиме би знатно смањила трзај.
Године 1943, ова возила су коришћена за обуку или су складиштена. Пре инвазије на Француску, 74 модела М12 су побољшана током припреме за борбене операције. М12 је коришћен на Западном фронту. Иако је дизајниран за индиректну паљбу, приликом инвазија на тешка утврђења, употребљаван је и непосредно.
Мало спремиште муниције му је омогућавало да понесе тек 10 граната.